# 特朗普舞

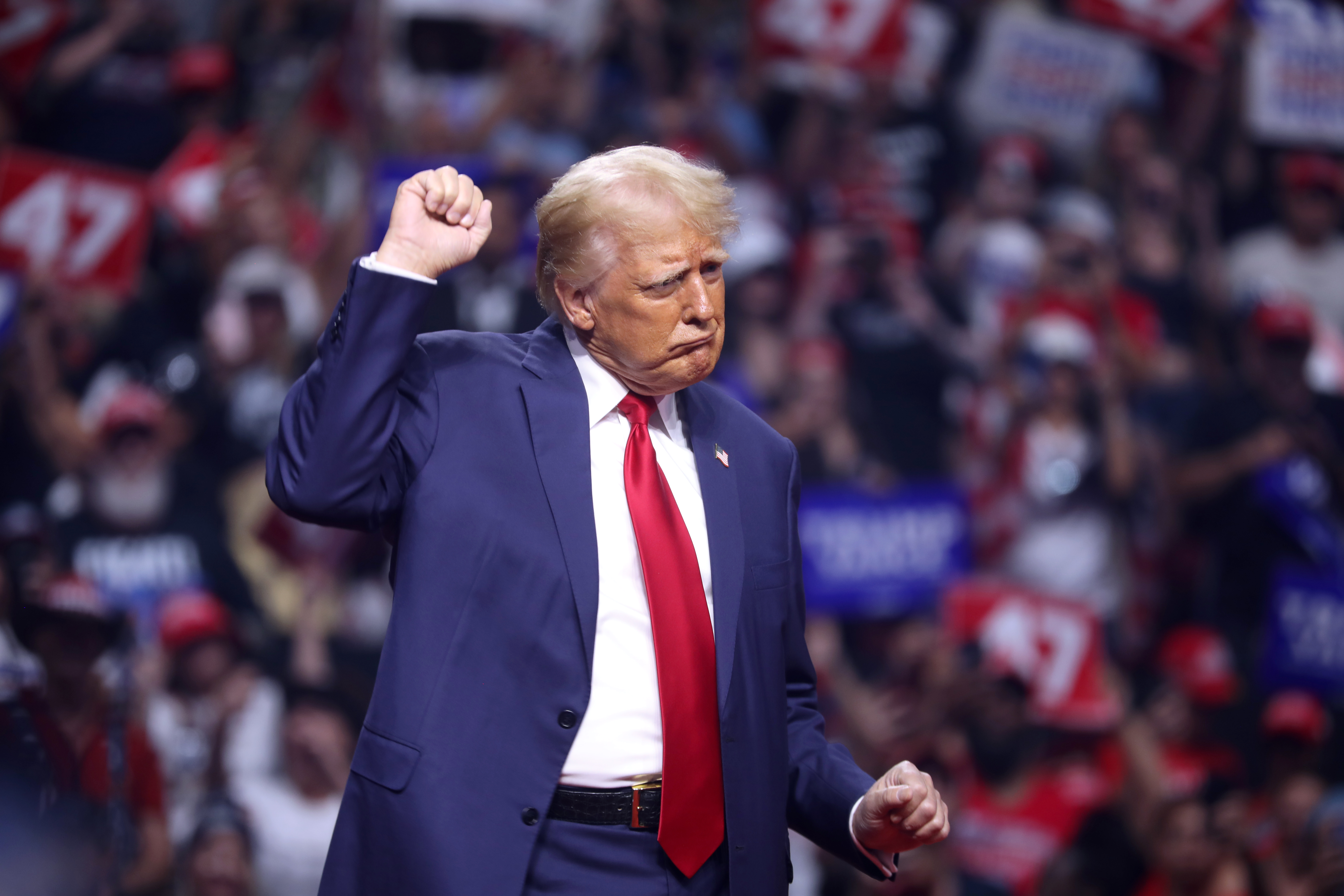
唐纳德·特朗普于2024年在亚利桑那州造勢集会中跳特朗普舞

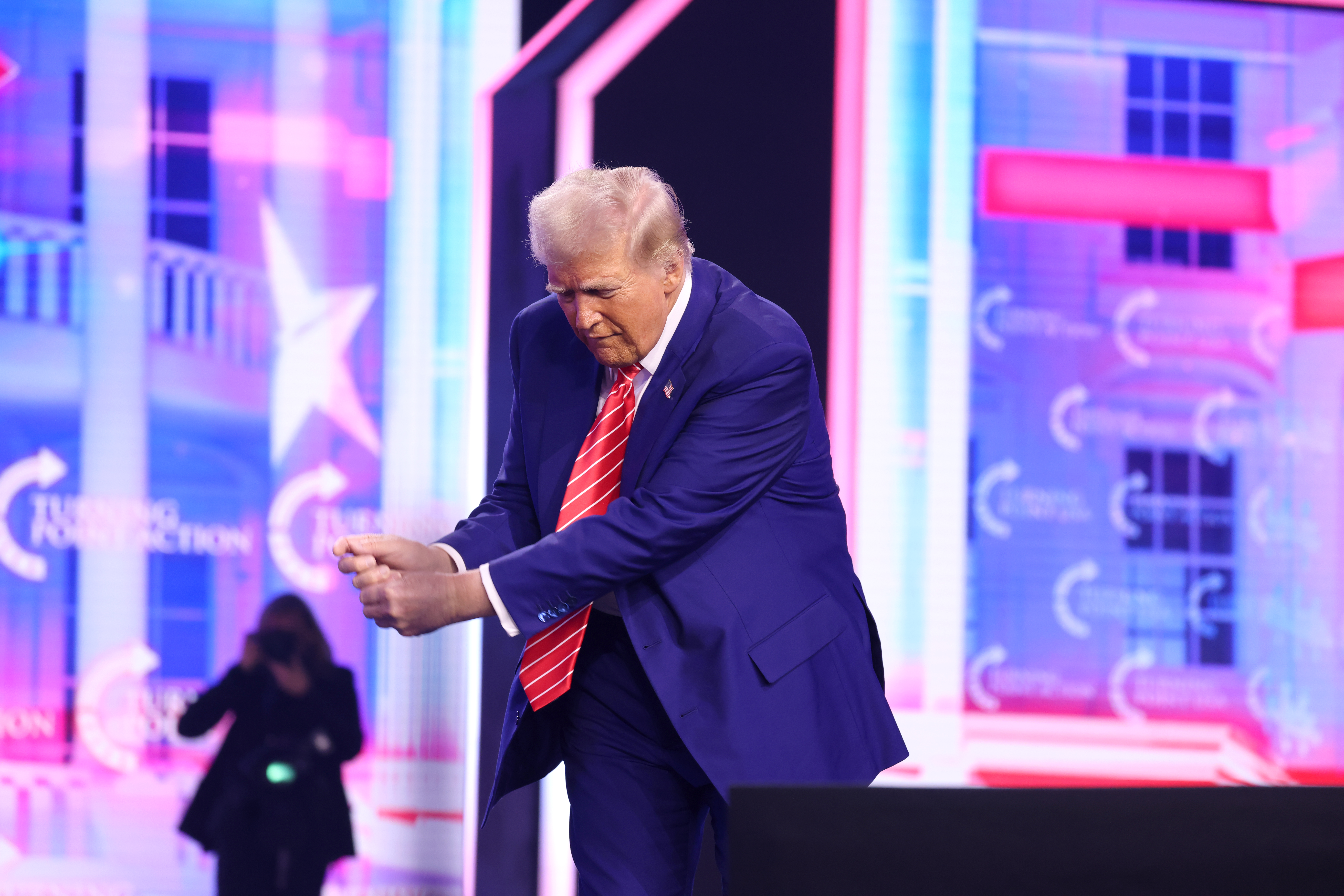
特朗普的高尔夫挥杆动作

特朗普舞是一种庆祝动作，源自美国第45任和47任总统唐纳德·特朗普在其竞选活动收尾歌曲《YMCA》下起舞时做出的典型集会手势。它在各项运动的职业运动员和大学生运动员中都颇受欢迎。这种舞蹈通常包括缓慢地用手势击打空气和摇动臀部，這是特朗普在造勢集会中经常表演的动作。

## 背景
这种特朗普舞起源于特朗普的2020年美國總統選舉竞选集会，他的舞蹈动作成为了他公众形象的一个显著特征。随着时间的推移，这些手势通过社交媒体流行起来，并最终被政治领域以外的个人所采用。
这种舞蹈的动作是左右摇动臀部，同时在臀部高度交替轻柔地挥动拳头。特朗普舞经常在村民《YMCA》的音乐伴奏下表演。特朗普将其描述为“同性恋国歌”。2024年10月，特朗普开始在舞蹈中添加高尔夫挥杆动作。

## 在体育中的应用
自特朗普在2024年美國總統選舉勝選以來，“特朗普舞”在大型体育赛事中很常见，运动员们将其融入到庆祝活动中。

### 国家橄榄球联盟（NFL）
许多NFL球员都以舞蹈比赛闻名，其中包括拉斯维加斯突袭者队的布罗克·鲍尔斯 、田纳西泰坦队的卡尔文·里德利、旧金山49人队的尼克·博萨和底特律雄狮队的扎达里乌斯·史密斯。也有记录显示大学橄榄球运动员也有类似的庆祝活动。
2024年11月下旬，NFL宣布不会对在联赛比赛中表演特朗普舞的球员进行处罚。据橄榄球分析师乔丹·舒尔茨（Jordan Schultz） 称，NFL表示“他们只会对那些被认为过度或不恰当的 [比赛庆祝活动] 采取行动”，但NFL对特朗普舞“持赞同”态度。

### 足球
美国国家队足球运动员克里斯蒂安·普利西奇在2024年11月18日的一场比赛中用舞蹈庆祝进球。普利西奇后来表示，“这不是政治舞蹈，这只是因為好玩。”2024年11月，英格兰球队巴恩斯利足球俱乐部的成员在对阵剑桥联队进球后跳了特朗普舞。

### 拳擊
终极格斗冠军赛重量级冠军乔恩·琼斯在2024年11月16日特朗普出席的一场活动中，将舞蹈融入了赛后庆祝活动中。

### 高尔夫球
2024年11月17日，职业高尔夫球手查理·赫尔在一场锦标赛中表演了这支舞蹈。

## 文化意义
“特朗普舞”被广泛视为体育与政治文化交汇的一个例子，尽管运动员经常认为其用途是非政治性的。支持这种舞蹈的人认为，它反映了特朗普更广泛的文化影响力，而反对者则认为这是一种两极分化的姿态。
在2024年美國總統選舉前一周，特朗普舞曲经常被演奏的《YMCA》47年来首次出现在Billboard热门舞曲/电子音乐榜单上，并在大选后不久升至第四位，据词曲作者維克多·威利斯称，自特朗普采用这首曲子以来，这首歌曲票房收入“数百万美元”。村民乐队的经纪人凯伦·威利斯 (Karen Willis) 将这首歌的突然复苏归功于特朗普在特朗普舞表演中使用了这首歌。
2024年11月，阿根廷总统哈维尔·米莱在海湖庄园的一场庆典上表演了特朗普舞。据《每日野兽》报道，米莱表演舞蹈的视频“在社交媒体上引起轰动”。

## 反響
这种舞蹈的出现在社交媒体和公众舆论中引发了不同的反应。虽然有些人认为这是一次轻松的致敬，但也有人批评它有可能在传统上与政治无关的场合（如体育）唤起政治含义。